# 徐睿知
徐睿知（韓語：서예지，1990年4月6日—），韓國女演員，另譯徐藝智。2013年以《馬鈴薯星2013QR3》出道，2020年因主演《雖然是精神病但沒關係》打開人氣與知名度。

## 影視作品

### 電視劇
| 年份   | 平台 | 劇名                         | 角色           | 備註     |
| ------ | ---- | ---------------------------- | -------------- | -------- |
| 2013年 | tvN  | 馬鈴薯星2013QR3              | 盧秀瑩         | 配角     |
| 2014年 | MBC  | 更夫日誌                     | 朴秀蓮         | 配角     |
| 2014年 | KBS  | Drama Special—三女子離家騷動 | 秀智           | 主演     |
| 2014年 | MBC  | Drama Festival—加縫          | 慶熙           | 年少時期 |
| 2015年 | tvN  | Super Daddy 烈               | 黃智慧         | 配角     |
| 2015年 | JTBC | LAST                         | 申娜拉         | 主演     |
| 2016年 | KBS  | 武林學校                     | 沈順德         | 主演     |
| 2016年 | tvN  | 又，吳海英                   | 瑞熙           | 特別出演 |
| 2016年 | KBS  | 花郎                         | 叔明公主       | 主演     |
| 2017年 | OCN  | 救救我                       | 林尚美         | 主演     |
| 2018年 | tvN  | 武法律師                     | 河在伊         | 主演     |
| 2020年 | tvN  | 雖然是精神病但沒關係         | 高文英         | 主演     |
| 2022年 | tvN  | 夏娃的醜聞                   | 李拉艾／金先彬 | 主演     |

### 電影
| 年份 | 片名           | 角色     | 備註     |
| ---- | -------------- | -------- | -------- |
| 2015 | 思悼           | 貞純王后 |          |
| 2015 | 秘密           | 姜維新   |          |
| 2016 | 另有他路       | 正媛     |          |
| 2016 | 鳳伊 金先達    | 圭英     |          |
| 2017 | 兄弟           | 莎拉     | 特別出演 |
| 2018 | 邂逅記憶—初戀  | 延秀     |          |
| 2019 | 鬼片：即將上映 | 朴美貞   |          |
| 2019 | 黯夜門徒       | 成恩英   |          |
| 2021 | 迴憶           | 金秀珍   |          |

### 短片
- 2013年：《4랑》（Samsung Galaxy S4短片）

### MV
- 2015年: BIGBANG《我們不要相愛》

## 獲獎
| 年度 | 大獎                    | 獎項                   | 作品                 | 結果 |
| ---- | ----------------------- | ---------------------- | -------------------- | ---- |
| 2020 | 2020 Asia Artist Awards | Best Artist Award      | 雖然是精神病但沒關係 | 獲獎 |
| 2020 | 2020 Asia Artist Awards | Hot Issue Award        | 雖然是精神病但沒關係 | 獲獎 |
| 2020 | 2020 APAN Star Awards   | IDOL Champ人氣女演員獎 | 雖然是精神病但沒關係 | 獲獎 |
| 2020 | 2020 APAN Star Awards   | 迷你劇 女子優秀演技賞  | 雖然是精神病但沒關係 | 獲獎 |
| 2021 | 第57屆百想藝術大獎      | 女子最佳人氣獎         | 雖然是精神病但沒關係 | 獲獎 |
| 2021 | 第57屆百想藝術大獎      | 女子優秀演技獎         | 雖然是精神病但沒關係 | 提名 |

## 爭議

### 工作態度
徐睿知過去的言行被翻出，有曾合作的工作人員批評其行為無禮，亦有其他工作人員站出來力挺徐睿知，並提出共事時的照片證明。
此外，徐睿知過往被爆涉校園暴力的傳聞再次受到關注，有韓媒指早於2014年便有網民發文指在就讀國中時被徐睿知欺凌，對此經紀公司已於4月14日的聲明中回應指控並非事實。

### 大學學歷爭議
2014年，徐睿知在節目稱自己在準備入學考試前對西班牙語產生興趣，因而不理父母反對希望到國外留學，目標是就讀新聞系成為主播。經紀公司亦將她以「西班牙留學歸國女星」作為賣點。
2017年，徐睿知在《認識的哥哥》中提及自己接到西班牙馬德里康普頓斯大學新聞系錄取通知，並就讀及在當地居住三年半，後稱因回國開啟演藝事業而中斷大學課程。同年10月在另一次訪問中否認自己在西班牙就讀大學，也否認希望成為主播。
2021年4月現任經紀公司對她學歷一事作出回答，稱徐睿知曾接到西班牙的大學錄取通知，當時準備就學，但之後開始在韓國藝人活動，因此沒有就讀，被人質疑14年及17年某次的訪問皆為謊話，對此經紀公司又針對學歷一事追加說明回應「當時她是對綜藝節目的錄影環境感到陌生，所以面對突如其來的問題說錯話，之後另外一媒體訪問時有努力澄清。」公司也強調，徐睿知剛在韓國出道時，以為日後會再回西班牙就學，所以當時的經紀公司才要她對外說自己「在學中」。

## 外部連結
- 徐睿知的Instagram帳戶
- 徐睿知在NAVER上的资料
- 徐睿知在HanCinema的頁面（英文）
- 徐睿知在互联网电影资料库（IMDb）上的資料（英文）